# ویدلیسا
ویدلیسا (به لاتین: Vidlitsa) یک منطقهٔ مسکونی در بلغارستان است که در شهرستان گئورگی دامیانوو واقع شده‌است.